# Петрозаводский автобус
Петрозаводский автобус — система автобусного транспорта города Петрозаводска.

## История

### Дореволюционный период
История автобусного сообщения в Петрозаводске начинается с открытия 9 мая 1915 года первого загородного маршрута, когда мещанка А. В. Тимофеева организовала «автомобильное движение» на 6-местном «Wolsley-Siddeley». Первый маршрут проходил от Александровской улицы до деревни Сулажгора, имел остановку у кинематографа «Триумф». Стоимость проезда равнялась 1 рублю. Известно, что движение осуществлялось до 11 мая 1915 года.
26 апреля 1918 года судовладелец и подрядчик Мурманской железной дороги, выходец из крестьян деревни Павловой Мятусовской волости Иван Артемьевич Маминов снова организовал автобусное движение по укороченному маршруту — от площади Свободы до железнодорожного вокзала Петрозаводск. На линии использовался автобус марки Büssing, привезенный из Рыбацкого. Автобус начинал работу в 12 часов дня и работал до 22 часов. Маршрут проходило от конечной у кинотеатров «Триумф» и «Сатурн», далее шёл по Мариинской, Петроградской и Бородинской улицам мимо учительской семинарии к вокзалу. Посадка осуществлялась по движению руки. Линия работала недолго по причине отсутствия горючего в городе, введении Петрозаводской городской управой автомобильного налога и реквизиции 25 октября 1918 года Олонецким губернским Советом автобуса у владельца.

### Довоенный период
В начале 1922 года Карельское управление местного транспорта организовало рейсы переоборудованного из грузовика автобуса «Mannesman-Mulag» от вокзала до Гостиного двора. Через некоторое время перевозки стали осуществляться по заказу легковым автомобилем. Автобусное сообщение было организовано при активном участии известного автомобилиста Павла Александровича Кисловского. К августу 1922 года рейсы по перевозке пассажиров и багажа на вокзал и обратно были прекращены, так как извозчики, встревоженные появлением конкурента, снизили свои цены и пассажиропоток на автомобильной линии снизился.
В это время также действовали заказные рейсы автогаража Онегзавода, в основном до Кивача, хотя существовали и городские рейсы по заказу и на станцию Петрозаводск. В 1926—1937 году существовали рейсы от вокзала к городской коммунальной гостинице (неизвестно, бралась ли плата или они работали в качестве «рекламных»). 22 октября 1927 года по распоряжению СНК АКССР автопарк Онегзавода, насчитывающий 6 автомашин был передан в распоряжение Карелдортранса.
1 декабря 1927 года было открыто движение автобусов маршруту: Гостиный двор — Вокзал. Одними из первых за руль автобуса сели Н. Ф. Ильин, М. Ф. Ласточкин, В. А. Митрофанов и А. И. Мухин.
С 1928 года появляются регулярные автобусные рейсы из Петрозаводска до Спасской Губы, Святозера, Ропручья и Деревянного.
В 1929 году были открыты линии до Соломенного (зимняя, по льду Петрозаводской губы) и Станция Голиковка — Больничный городок. Последняя линия несколько раз отменялась в связи с кризисным положением автопарка.
В 1931 году были открыты линии Гостиный двор — пр. Карла Маркса — ул. Гоголя, Гостиный Двор — Советский мост — просп. Урицкого — Лесная улица.
С 1932 г. работала линия до Соломенного по шоссе. Маршрут работал нерегулярно, сезонно, так как летом успешно действовала пароходная линия.
На линиях работали автобусы на базе Dodge, Fiat 503, Autocar-5, Ford Model AA, Я-5, ЯЗ-4, Fiat, СПА, Renault, ГАЗ-АА и другие.
В 1929 году были организованы линии в Соломенное, Педасельгу, Ладву.

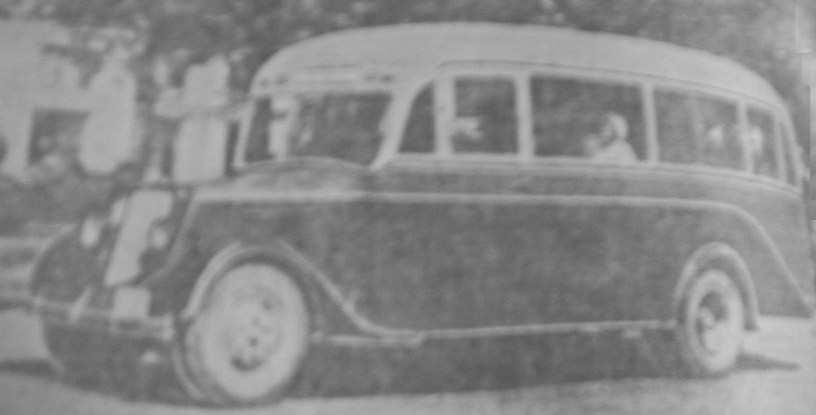
Автобус в довоенном Петрозаводске, 1937 год.

До середины 1930-х годов городские линии обслуживали трест Карелавто и трест коммунальных предприятий Петрозаводского горсовета, с 1931 года Карелавто осуществлял пассажирские перевозки по республике (до Святозера, Ладвы, Спасской Губы, Олонца, Вознесенья и Поросозера), а перевозками по Петрозаводску стал заниматься ТКП, в 1935 году получивший наименование Автотранспорт Треста Коммунальных предприятий Петрозаводска. В конце 1930-х годах трестом эксплуатировались 8 автобусов ГАЗ-АА, 1 автобус марки ЗИС-8, 1 автобус АМО-4.
С 22 мая 1932 году былы открыты маршруты в Эссойлу и Олонец
В 1934 году была произведена реорганизация автобусного движения с закреплением 4 маршрутов Зарецкий базар — Гостиный двор — Вокзал, Гостиный двор — Вокзал (с 1935 года — часть машин до Сулажгоры), Гостиный двор — Древлянка (ул. Гоголя) — Американский городок, Гостиный двор — Соломенное. В 1936 году автобусы получили официальную нумерацию: № 1 — Гостиный двор — Вокзал, № 2 — ул. Гоголя — пр. Урицкого, № 3 — Гостиный двор — Хлебозавод, № 4 — Пристань — Гостиный двор — Комвуз. В это же время открыто движение до Кукковки.
Весной 1937 года Трест коммунальных предприятий открыл кольцевой маршрут по внутреннему и внешнему кольцам от пл. Свободы по наб. Нуортева, по пр. Ленина, по ул. Анохина на мост Лобанской плотины, пр. Урицкого до Вытегорской ул. и пл. Свободы.
В 1938 г. Трест коммунальных предприятий закупил 2 автомобильных шасси, которые были переоборудованы на ленинградских заводах в 40-местные автобусы. Несмотря на это, ситуация с городскими перевозками в 1930-е годы оставалась сложной — парк был изношен, не хватало резины, запчастей. Автобусные рейсы часто отменялись.
В 1940 году был открыт автобусный маршрут «Петрозаводск — Суоярви — Ляскеля — Сортавала».
13 января 1941 года был открыт первый маршрут на Перевалку по кольцевому маршруту: Гостиный двор — Перевалочная биржа — Гостиный двор.

### Послевоенный период
Во время Великой Отечественной войны в связи с захватом города финскими войсками автобусное движение было прервано и возобновилось 25 марта 1945 года посредством 2 газогенераторных трехтонных автомашин Наркомата автотранспорта КФССР ЗИС-5, оборудованных скамьями, по маршруту: Вокзал — город, колхозный рынок, Наркомторг, ул. Герцена, мост у Лобана, кинотеатр «Сампо».
С 25 августа 1945 г. на маршруте Вокзал — шоссе 1 Мая — ул. Анохина — ул. Гоголя — пр. Ф. Энгельса — пр. К. Маркса — Советский мост — Вытегорское шоссе — пр. Урицкого — Кинотеатр «Сампо» стали курсировать 2 автобуса.
На послевоенных линиях работали как отечественные автобусы ЗИС-8, так и трофейные Saurer и другие. Позднее появляются АТУЛ-ЛО3, АТУЛ-АЛ1, переоборудованные ГАЗ-3, ГАЗ-42, ЗИС-21, Я-6, ЯГ-4 и ЯГ-6. Автобусный парк был временно расположен в здании бывшего ликероводочного завода на Онежской набережной, а позднее занял депо строящейся троллейбусной системы. В 1946 году Петрозаводская автобаза была разделена на два самостоятельных предприятия — Петрозаводский городской автобусный парк и Петрозаводскую трактовую автотранспортную контору (последняя, кроме грузовых перевозках, осуществляла пассажирские загородные перевозки из Петрозаводска в Прионежский, Петровский, Ведлозерский, Шелтозерский, Суоярвский и Пряжинский районы с 1946 по 1952 годы).
С апреля 1946 года были восстановлены линии в Пряжу, Ведлозеро, Спасскую губу и Шелтозеро.
С 14 июня 1946 года были введены линии в Рыбреку, Ладву, Юркостров.
В 1949 году было открыто движение в Кондопогу.

### Советский период
В 1950-е годы появляются автобусы ЗИС-154, ЗИС-155, ГАЗ-651, ГАЗ-653, ЗИЛ-158 (в 1960-е годы несколько машин ЗИЛ-158 работали по системе многих единиц — вторая машина была прицепом). Лучшими шоферами были М. И. Архипов, А. Артамонов, П. В. Комиссаров, С. И. Суслов.
К началу 1950-х годов автобусные линии связывают центр города с ул. Гоголя, Соломенным, Сулажгорой, Перевалкой, Кукковкой, Пимокатной, Северной точкой.
В 1952 году была открыта новая автостанция на площади Кирова.
В 1955 году открыто движение до Вознесенья, Пухты и Гирваса
С 16 октября 1960 г. была введена единая плата на маршрутах автобуса. Проезд на маршрутах № 1-2 и 6-8 составил 50 копеек, маршруты № 3-5 были поделены на 2 участка по 15 км каждый. Пассажир, проезжавший 2 тарифных участка, брал 2 билета. Стоимость проезда до Соломенного стала составлять 1 руб. вместо прежнего 1 руб. 80 коп. С 1961 г. автобусы перешли на бескондукторную систему.
В 1963 г. количество маршрутов автобуса увеличилось до десяти, в 1964 г. до одиннадцати. В 1967 г. автобусное сообщение связало новый микрорайон на Октябрьском проспекте с другими районами города.
Осенью 1968 г. в Петрозаводске появляется первое маршрутное такси. В 1970—1980 гг. на линиях появляются микроавтобусы РАФ-977, замененные впоследствии на РАФ-2203, а также автобусы ПАЗ-672 на линии Вокзал — Аэропорт «Пески». К 1990 г. количество линий маршрутного таксомотора достигает шести.
В 1972 году на улицах города появляются первые сочлененные автобусы Ikarus 180, рассчитанные на 180 пассажиров. На 8 и 15 маршрутах начинают курсировать автобусы ЛиАЗ-677. В связи с увеличением парка в 1972 году был построен новый гараж на 200 машиномест на Путейской улице. Автобусный парк преобразовывается в автоколонну 1126.
В этом же году автостанция с шоссе Первого Мая была перенесена на улицу Чапаева, где было построено новое здание автовокзала.
Так же в этот год был открыт ночной маршрут в Ленинград.
В 1985 г. автобусы пришли на Древлянку.

#### Автокатастрофа под Петрозаводском (1990 год)
Произошла вечером 8 июля 1990 года близ Петрозаводска, в виде столкновения пригородного поезда и автобуса на железнодорожном переезде.

### Период 1990-х — 2000-х годов

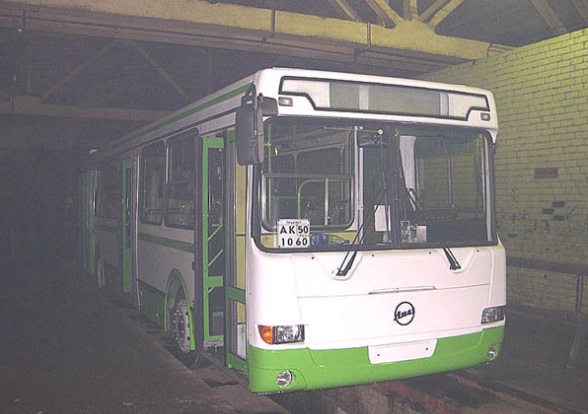
Автобус ЛиАЗ-5256 в автоколонне № 1126, 2005 год.

1990-е годы начинаются с кризиса автобусного движения в городе — закрывается ряд маршрутов, повышается цена на проезд, ухудшается снабжение автоколонны подвижным составом (закупаются в небольших количествах лишь подержанные автобусы, в основном заграничного производства), бензином, запчастями, общее положение работников. Исчезает сервис государственных городских маршрутных такси в связи с банкротством Петрозаводского автотранспортного предприятия.
Появляются негосударственные автобусные перевозчики — ТОО «Омнибус», ТОО «Автоник» (ныне ООО ТК «Автопассаж») и другие.
С конца 1990-х—2000-х годов количество автобусных маршрутов и подвижного состава постепенно начинает расти с тенденцией к использованию на маршрутах автобусов малого класса, и господству частных перевозчиков над государственным с полным исчезновением государственных перевозчиков на городских маршрутах к 2010-м годам.
Также, в этот период происходит активное открытие новых частных автобусных маршрутов. Конкретно, в 1999 году был открыт маршрут № 17, в 2000 году — № 18, № 19, № 20, № 21, № 21-А, № 22, № 23, в 2001 году — № 24, № 25, № 26.
Стоит отметить, что в этот период взаимоотношения между городской властью и частными перевозчиками были напряженными. Например, в 2003 году Мэрия Петрозаводска отклонила планируемый маршрут № 72 «Балтийская улица — Заводская улица», на котором должна была работать ООО ТК «Магистраль».
Для конца 1990-х—2010-х годов характерен также переход от автобусов большого и особо большого класса к автобусам малого класса (ГАЗель, ПАЗ), с полным исчезновением к 2004 году автобусов особо большого класса и к 2007 году автобусов большого класса.
По проекту 2002 года в Петрозаводске должно было работать 23 автобусных маршрута и 27 линий маршрутного такси.
На момент 2008 года в Петрозаводске действовали 15 перевозчиков:
- ООО ТК «Автопассаж» — № 1, № 11, № 15, № 19;

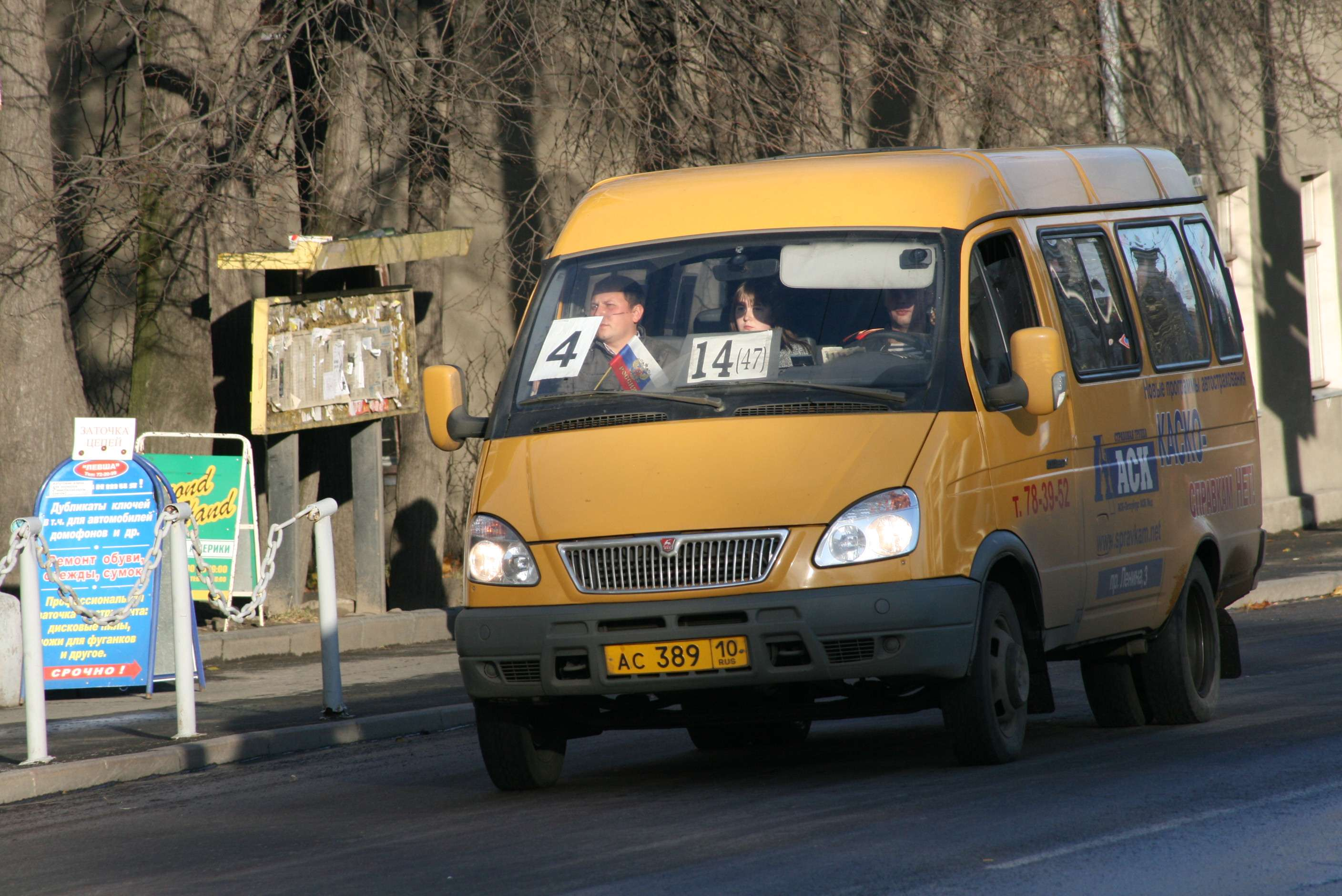
Микроавтобус маршрута № 4 в 2008 году.

- ООО «Городская транспортная компания» — № 2, № 6;
- ООО «Техно-ресурс» — № 4, № 14;
- ООО «Газель-Сервис» — № 13, № 21, № 22 (с 2016 года перевозчик именуется как ООО ТК «Вираж»[43]);
- ООО «АТП» — № 17;
- ООО «АТП-2» — № 25;
- ООО ТК «Петролайн» — № 20, № 24;
- ООО ТК «Автоколонна № 1126» — № 14, № 26;
- ООО ТК «Магистраль» — № 23, № 27;
- ИП Тырков Андрей Николаевич — № 3 (позднее перевозчик стал именоваться ООО ТК «Паллада»)
- ИП Шестакова Анна Ивановна — № 5;
- ИП Немыкин Михаил Сергеевич — № 7;
- ИП Анкудинов Дмитрий Вениаминович — № 8, № 12;
- ИП Левская Ирина Олеговна — № 9, № 28, № 29;
- ИП Романова Ирина Ивановна — № 10, № 18.

Позднее, часть перевозчиков (ООО «АТП», ООО «АТП-2») войдут в состав ХТК «Питеравто», что позволит им после конкурса 12 августа 2013 года остаться на маршрутах. Некоторые перевозчики, такие как ООО ТК «Автопассаж», ООО «Газель-Сервис» (с 2016 ООО ТК «Вираж») и ИП Тырков Андрей Николаевич, продолжают работу на маршрутах и в 2025 году. Однако, остальные перевозчики будут закрыты в ходе захода в Петрозаводск ХТК «Питеравто» в 2012—2013 годах.
В 2012 году маршрутная сеть Петрозаводска потерпела изменения — с 1 апреля маршрут № 1 направлен на улицу Ровио и Лыжную улицу, маршрут № 6 был отменен, маршрут № 7 продлен в Соломенное, маршрут № 11 направлен на улицу Парфенова и Балтийскую улицу,маршрут № 12 был направлен на Гоголевский мост в направлении Кемской улицы, маршрут № 14 был продлен до окончания Октябрьского проспекта, был открыт маршрут № 18 «Сулажгора — Сайнаволок», маршрут № 25 был продлен до к/ст. «Улица Корабелов», маршрут № 26 продлен до к/ст. «Кемская улица». В свою очередь, с 5 мая маршрут № 10 был продлен до к/ст. «Университетский городок». Также, 25 декабря этого года автобусы были запущены в Петрозаводский аэропорт.

### Период монополизации рынка перевозок
В 2013 году в Петрозаводск начался заход ХТК «Питеравто». С 1 января 2013 года маршруты № 2, № 7, № 8, № 10, № 12 стали обслуживаться ООО «Миракс авто», входившей в состав НТА. Выход «Миракс авто» на маршруты вызвал недовольство у перевозчиков, ранее работавших на маршрутах. Пик этого недовольства пришелся на пикет, проведенный 15 января у здания мэрии города.
С 1 апреля 2013 года на маршруты № 21, № 22, № 28 (старая трасса) вышла еще одна компания, входившая в состав НТА — ООО «Транспортная компания». При этом, директор «Транспортной компании», Виталий Вайганов опроверг факт того, что его предприятие входило в Петербургский холдинг. Однако, старые перевозчики некоторое время продолжали обслуживать маршруты № 21 и № 22.
С 25 апреля по сентябрь 2013 года из-за ремонта улицы Чапаева, по троллейбусному маршруту № 1 эксплуатировались автобусы, взятые в аренду у ХТК «Питеравто».
С 12 августа 2013 года прошел открытый конкурс на организацию и выполнение перевозок пассажиров и багажа, в результате которого были закрыты маршруты № 7, № 11, № 16, № 24 и № 27, а также автобусы марки «ГАЗель» были сняты с городских маршрутов (кроме бесплатных). Приоритет был отдан автобусам ПАЗ-3204, ПАЗ-3205, Otoyol (последние были отставлены от работы в 2016 году).
С 20 августа 2013 года маршрут № 20 ООО ТК «Паллада» был продлен на Древлянку-8, что впервые соединило район с Перевалкой и Центром города. На маршруте стали работать автобусы моделей «ПАЗ» и «Форд».
С 18 сентября 2013 года был закрыт маршрут № 26.
13 января 2014 года произошла забастовка водителей, в результате которой в городе сохранили работу лишь 3 маршрута — № 3, № 20 и № 25. Из-за этого мэр Петрозаводска Галина Ширшина объявила о намерении расторгнуть контракты с перевозчиками. Причина забастовки была в резком снижении стоимости проезда в троллейбусах. Позднее, автобусные перевозки были восстановлены, но разбирательство между администрацией города и перевозчиками продолжилось. К 15 января началась подготовка документации к разрыву контрактов, что привело в следствие к срыву работы маршрута № 29. 16 января на выезде из Петрозаводска была замечена вереница автобусов ХТК «Питеравто», покидавшей город. Однако, директор ООО «АТП-2» Виталий Вайганов опроверг эту информацию. В этот же день перевозчики пригрозили судом администрации Петрозаводска. 21 января состоялся пикет работников транспортных предприятий города, что послужило на следующий день к проведению переговоров между администрацией и транспортными компаниями. В итоге, прошедшие переговоры оказались безрезультатными. После этого, конфликт пошел на спад. 12 февраля перевозчики внезапно повысили стоимость проезда до 20 рублей, не уведомив об этом администрацию, что было названо очередным нарушением. 25 марта перевозчики отчитались об увольнении основных зачинщиков забастовки 13 января. В результате, конфликт завершился 15 апреля, после признаний действий администрации Арбитражным судом Республики Карелия незаконными. Перевозчики выиграли администрацию, и продолжили обслуживание автобусных маршрутов.
С 22 марта 2015 года был восстановлен маршрут № 26. Однако, возобновлению работы маршрута препятствовали перевозчики, входившие в НТА.
С 1 января 2018 года началось сокращение числа автобусных маршрутов, в частности, был отменен маршрут № 23, как дублирующие маршруты перевозчиков ХТК «Питеравто» и, частично, троллейбуса. 26-й маршрут временно сохранен до истечения срока действия контракта с перевозчиком в марте 2018 года. При этом, в 2018 году автобусы были пущены в жилой район Усадьба и на Древлянку-7.
С 30 октября 2019 года маршрут № 27 был направлен на улицу Древлянки.
С 28 ноября 2019 года маршрут № 12 также был направлен на улицу Древлянки.
В ноябре 2020 года пригородные маршруты были подключены к системе «ГЛОНАСС», что позволило пассажирам отслеживать автобусы онлайн.
С 1 декабря 2020 года в маршрутной сети произошли существенные изменения: маршрут № 14 был продлен в Соломенное, маршрут № 17 был продлен до Древлянки-7, маршрут № 12 перенаправлен на Южную Кукковку, маршруты № 1 и № 15 приостановлены.
В течение 2020 года было куплено 28 автобусов моделей ГАЗель-Next и ПАЗ-320435-04 «Vector Next», которые позднее были направлены в районы республики.
С 15 февраля 2021 года маршрут № 12 был возвращен на прежнюю трассу до Кемской улицы. В тот же день был приостановлен маршрут № 4 в связи с успешной работой маршрута № 14.
С 14 сентября 2021 года в Петрозаводске был запущен бесплатный автобусный маршрут от Поликлиники № 4 до улицы Ровио. На линию вышли автобусы ГУП РК «Карелавтотранс».
С 23 сентября 2022 года автобусные маршруты № 8, № 12, № 17 были продлены на новую конечную ЖК «Бульвар у родников». Однако, не все автобусы стали соблюдать новую трассу.
В декабре 2022 года была анонсирована транспортная реформа, после чего началась подготовка к ее исполнению.

### Транспортная реформа

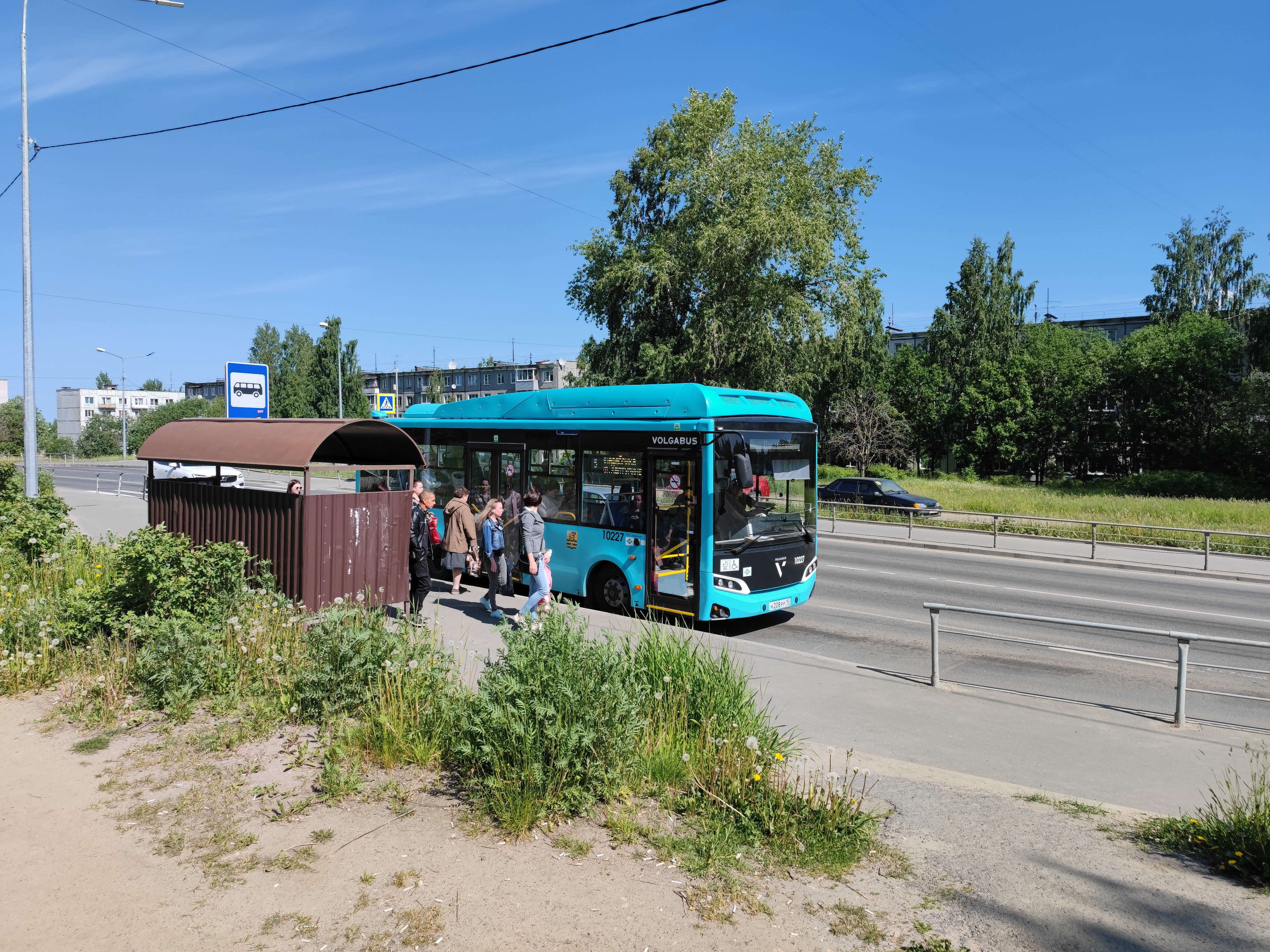
Volgabus-4298.G4 КПГ на маршруте № 5

В 2023 году администрация Петрозаводского городского округа начала реформу общественного транспорта в Петрозаводске. 13 июня 2023 года ООО «Транс-Балт» (НТА, ранее ХТК «Питеравто») начало работу на маршрутах № 5 «Сулажгора — Птицефабрика». С 19 июня перевозчик начал работу на маршрутах № 14 «Чистая улица — Рабочая улица» и № 29 «Улица Энтузиастов — Станция Томицы» (с изменённой трассой). Маршруты обслуживались автобусами: № 5, № 29 — автобусами среднего класса Volgabus-4298.G4 КПГ, № 14 — автобусами большого класса Volgabus-5270.G4 КПГ. Все новые автобусы были окрашены в лазурный цвет, оснащены валидаторами для оплаты проезда банковскими картами, системами кондиционирования воздуха, USB-зарядками, аппарелями для маломобильных пассажиров. В дальнейшем, в рамках транспортной реформы согласно документу планирования от декабря 2022 г. в первом квартале 2024 г. планировалось отменить 8, 12, 22 и 26 маршруты (лицензия перевозчика на последнем истекает в конце 2025 г.), изменить маршрут курсирования ряда маршрутов (в частности, убрать 27 с Древлянки, 2 с Сулажгоры), таким образом в Петрозаводске должно было остаться 12 маршрутов автобуса.
В июне 2024 года мэр Петрозаводска Инна Колыхматова объявила о переносе транспортной реформы на 2 года. Причина этому — отсутствие денег у города и выигрыш старых перевозчиков в суде.. С 1 июля 2024 г. в связи с отсутствием финансирования и выигрышем старых перевозчиков в суде с маршрутов № 5, 14 и 29 ушли автобусы ООО «Транс-Балт», что негативно повлияло на ситуацию с обслуживанием жителей города пассажирскими автобусными перевозками.

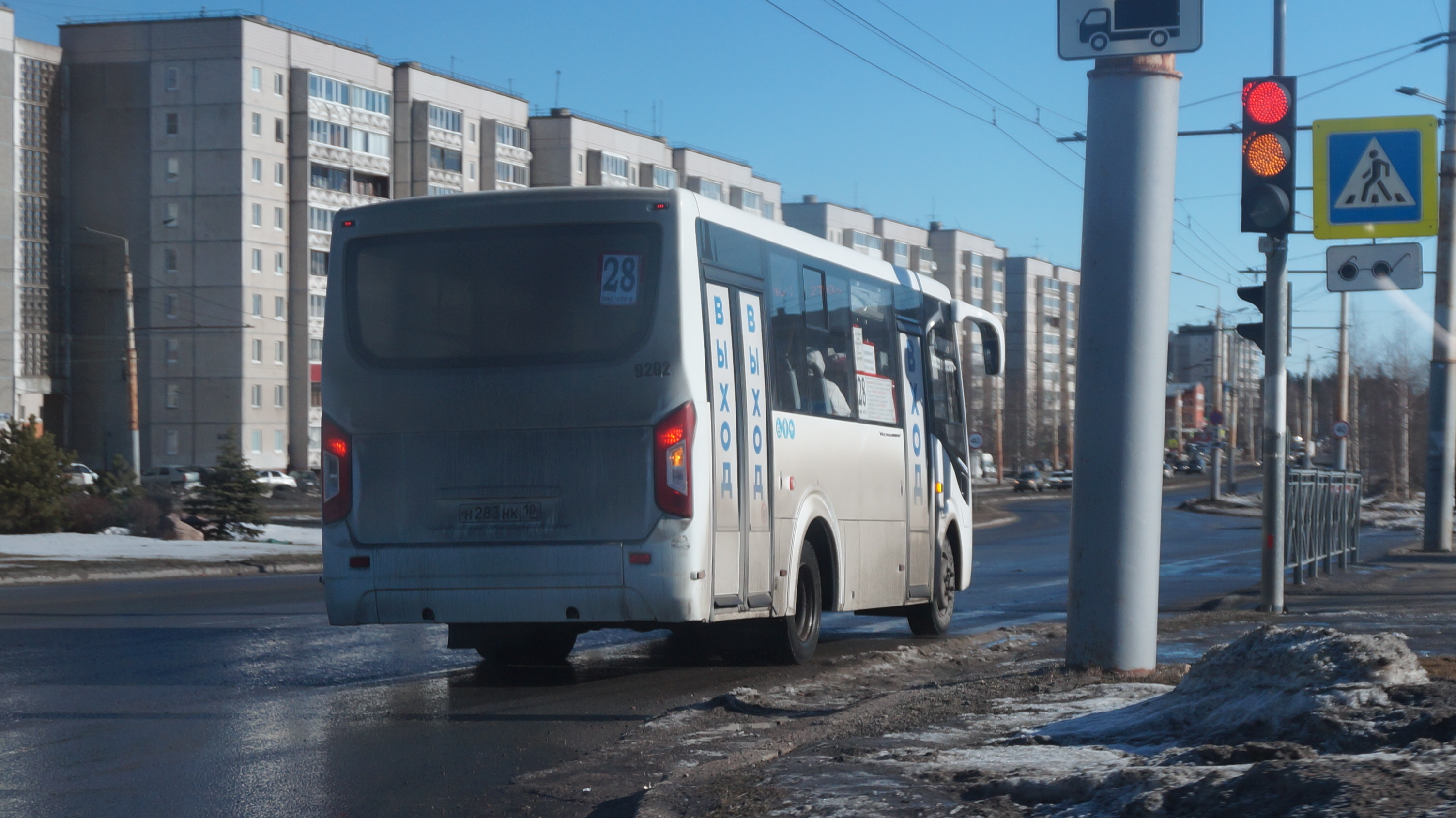
Автобус маршрута № 28 близ улицы Хейкконена.

С 1 августа 2024 г. был запущен первый муниципальный автобусный маршрут № 30, работающий на регулируемом тарифе, следующий из Сулажгорского кирпичного завода через Сулажгорское кладбище, по Первомайскому проспекту, Красноармейской улице и Лососинскому шоссе на Кукковку.
С 1 сентября 2024 г. маршрут № 26 был продлен до к/ст. «Финский проезд». На следующий день, аналогично были продлены маршруты № 4 и № 14
С 1 ноября 2024 года запущен автобусный маршрут № 28, работающий на регулируемом тарифе. Маршрут связал Соломенное с Центром города. На линию вышли автобусы ООО «АТП-2».
1 марта 2025 г. открыт маршрут № 31, перевозчик работает по регулируемому тарифу, маршрут связал Тепличный с Октябрьским, Первомайским районами, Центром и Кукковкой.
Также, с 1 марта 2025 г. маршрут № 28 был продлен до к/ст. «Финский проезд».
C 1 мая 2025 г. маршрут № 31 был продлен до Лыжной улицы. На следующий день возобновил работу сезонный маршрут № 23, на который вышли автобусы ПМУП «Городской транспорт».
В мае 2025 года были поставлены 18 новых автобусов для обслуживания городских муниципальных маршрутов.
С 15 июля открыт муниципальный маршрут № 16 «Сулажгорская улица — улица Корабелов» На линию выйдут новые автобусы «Городского транспорта». Также, в этот день продлен маршрут № 23 до Бараньего Берега.
15 августа был запущен маршрут № 18 «Рабочая улица — Птицефабрика». Обслуживать новый маршрут стало муниципальное предприятие.

## Современное состояние

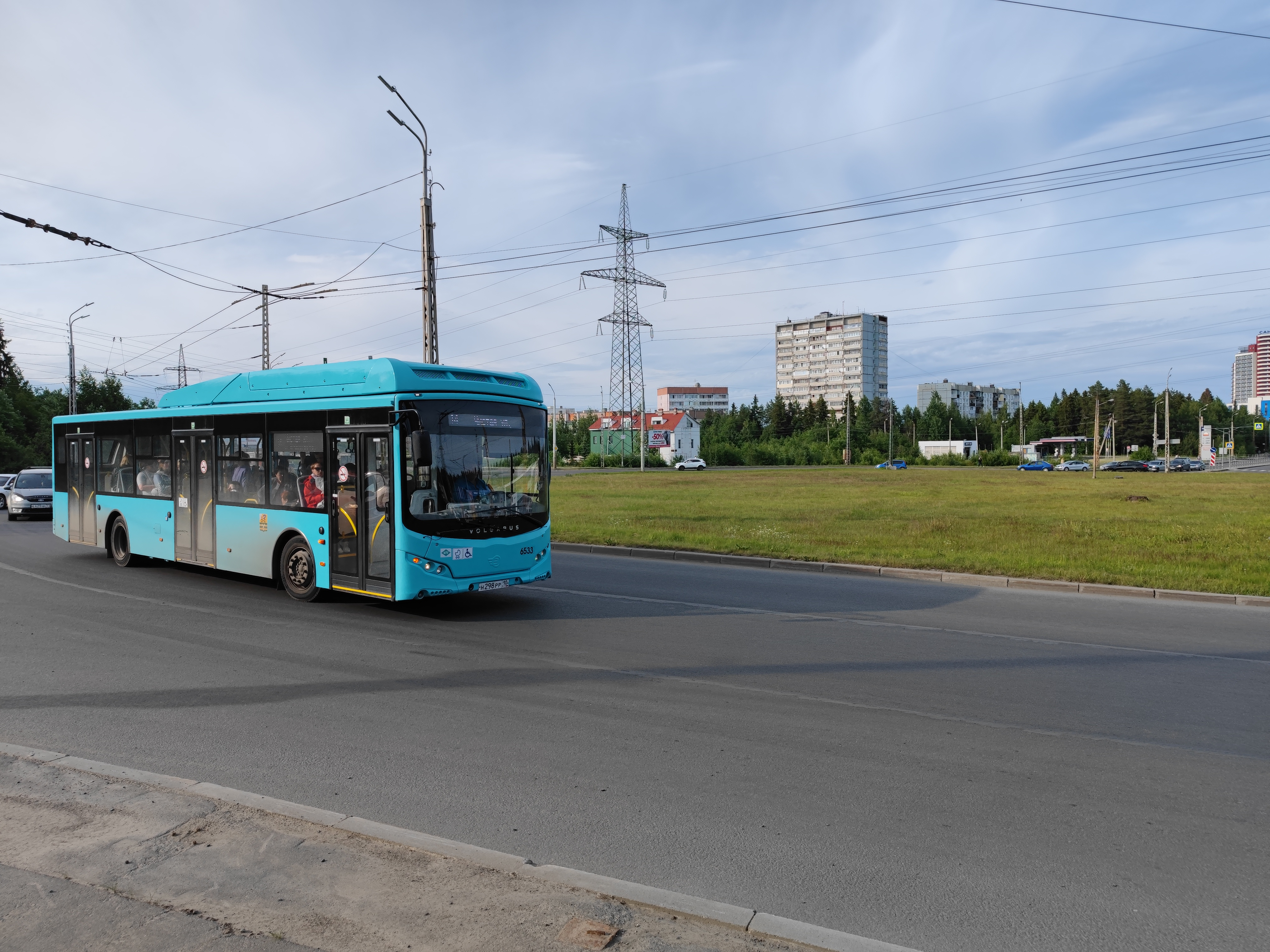
Volgabus-5270.G4 КПГ ООО «Транс-Балт» на маршруте № 14

### Перевозчики

#### Действующие перевозчики
Список перевозчиков, обслуживающих автобусные маршруты в Петрозаводске на 15 мая 2025:
- Предприятия, ранее принадлежавшие «Национальной Транспортной Ассоциации» (НТА, ранее ХТК «Питеравто»), в настоящее время принадлежащие ГК «Петролайн»:
  - ООО «АТП» — № 2, № 5, № 8;
  - ООО «АТП-2» — № 4; № 14, № 28, «Зимник» (сезонный);
  - ООО «АТП-3» — № 10, № 19;
  - ООО «АТП № 4 „Тосноавто“» — № 17, № 27, № 29 (официально не отменен, не действует с августа 2024 г.);Автобус маршрута № 4 (№ 14) движется в направлении к/ст. «Рабочая улица» на Древлянке.
  - ООО «Авто сити» — № 12;

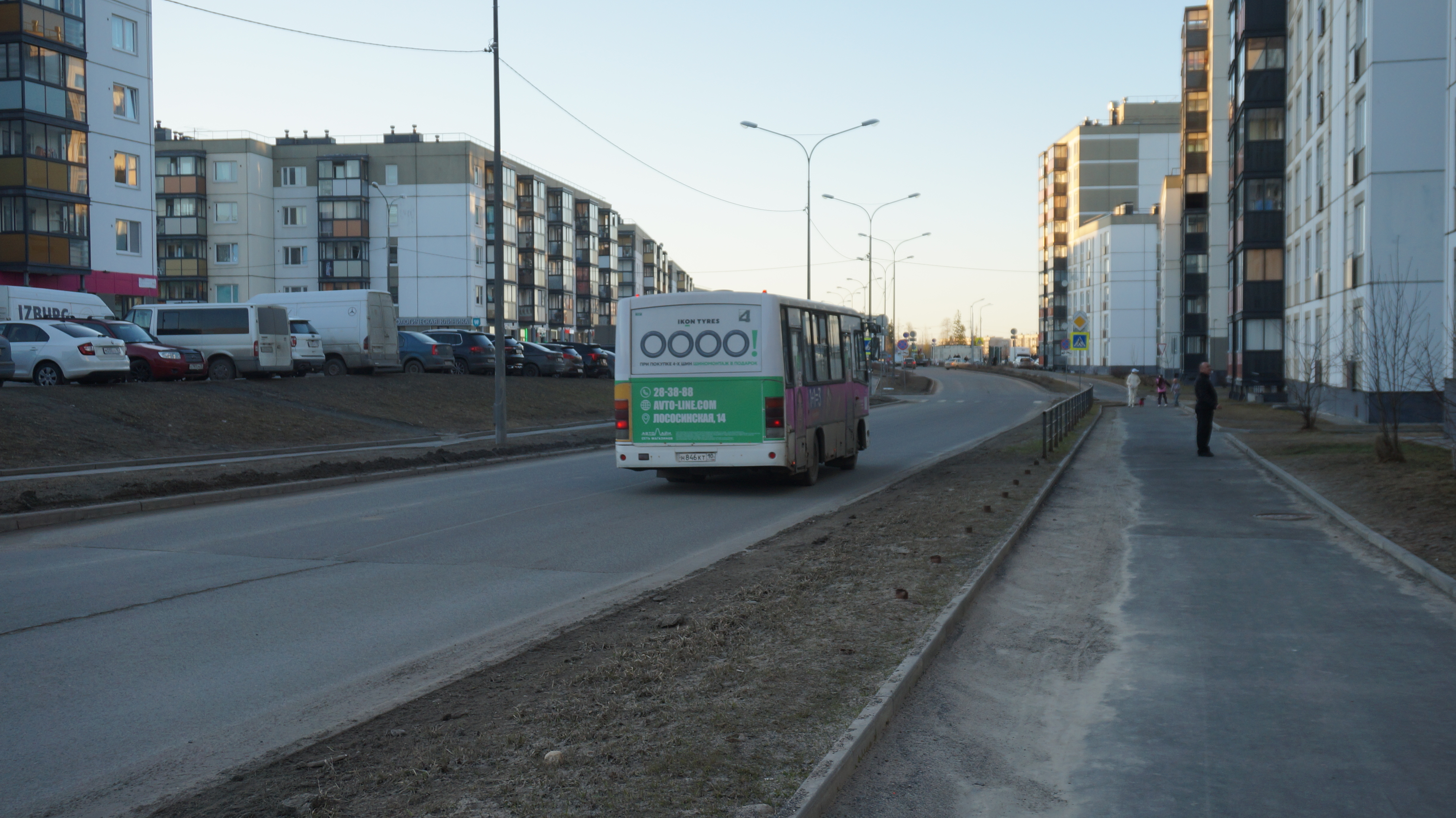
Автобус маршрута № 4 (№ 14) движется в направлении к/ст. «Рабочая улица» на Древлянке.

  - ООО «Транспортная компания» — № 21, № 22;
- ООО ТК «Паллада» — № 3, № 20 (официально не отменен, не действует с 2020 г.), № 25;
- ООО «ТК „АвтоПассаж“» — № 26;
- ООО ТК «Вираж» — № 9;
- ПМУП «Городской транспорт» — № 16, № 18, № 23 (сезонный), № 30, № 31.

#### Ликвидированные перевозчики
Список перевозчиков, находившихся в Петрозаводске и обслуживавших ранее городские маршруты:
- Предприятия на базе Автоколонны № 1126:
  - ПМУП «Автоколонна № 1126 плюс» (1923—2004);Автобус маршрута № 19 движется в направлении к/ст. «Финский проезд» по Лососинскому шоссе.

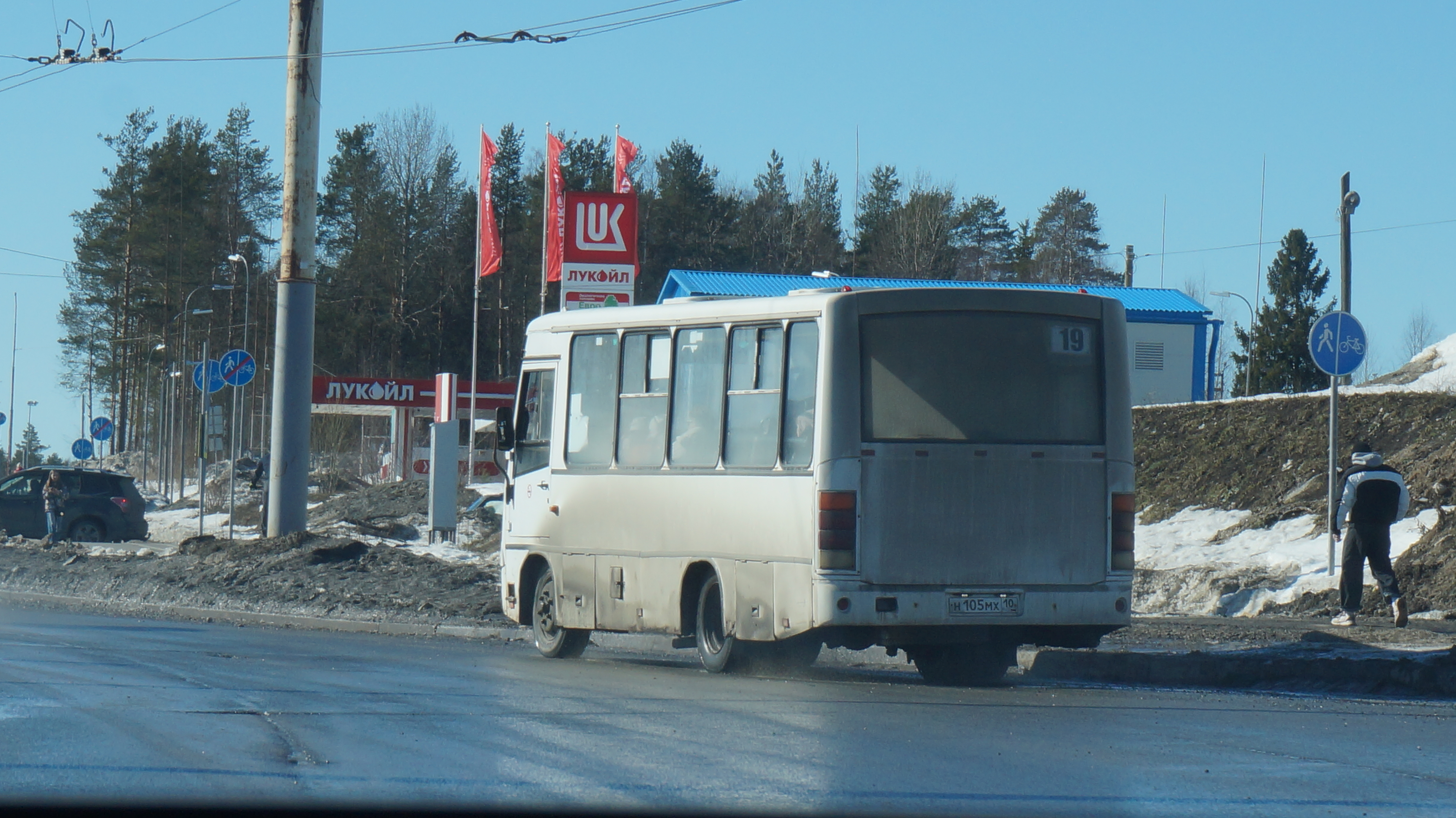
Автобус маршрута № 19 движется в направлении к/ст. «Финский проезд» по Лососинскому шоссе.

  - ООО «ПАП» (2004—2005), работало на маршрутах № 4, № 6, № 9, № 12, № 43, № 74-А[101];
  - ООО «АПАП-1» (2005—2006);
- Предприятия на базе Петрозаводского троллейбусного парка:
  - МП «Троллейбусное управление» (1998—1998);
  - ПМУП «Троллейбусное управление» (2004—2005), работало на маршрутах № 24, № 26, № 27, № 74[101];
  - ОАО «Троллейбусное управление города Петрозаводска» (2005—2007);
  - ООО «Регионавтотранс-Петрозаводск» (2007—2007);
- Предприятия, принадлежавшие «Национальной Транспортной Ассоциации» (НТА, ранее ХТК «Питеравто»):
  - ООО «АТК» (2015—2017);Автобус маршрута № 17 движется в направлении к/ст. «Финский проезд» по проспекту Ленина.
  - ООО «Признание» (2015—2017);

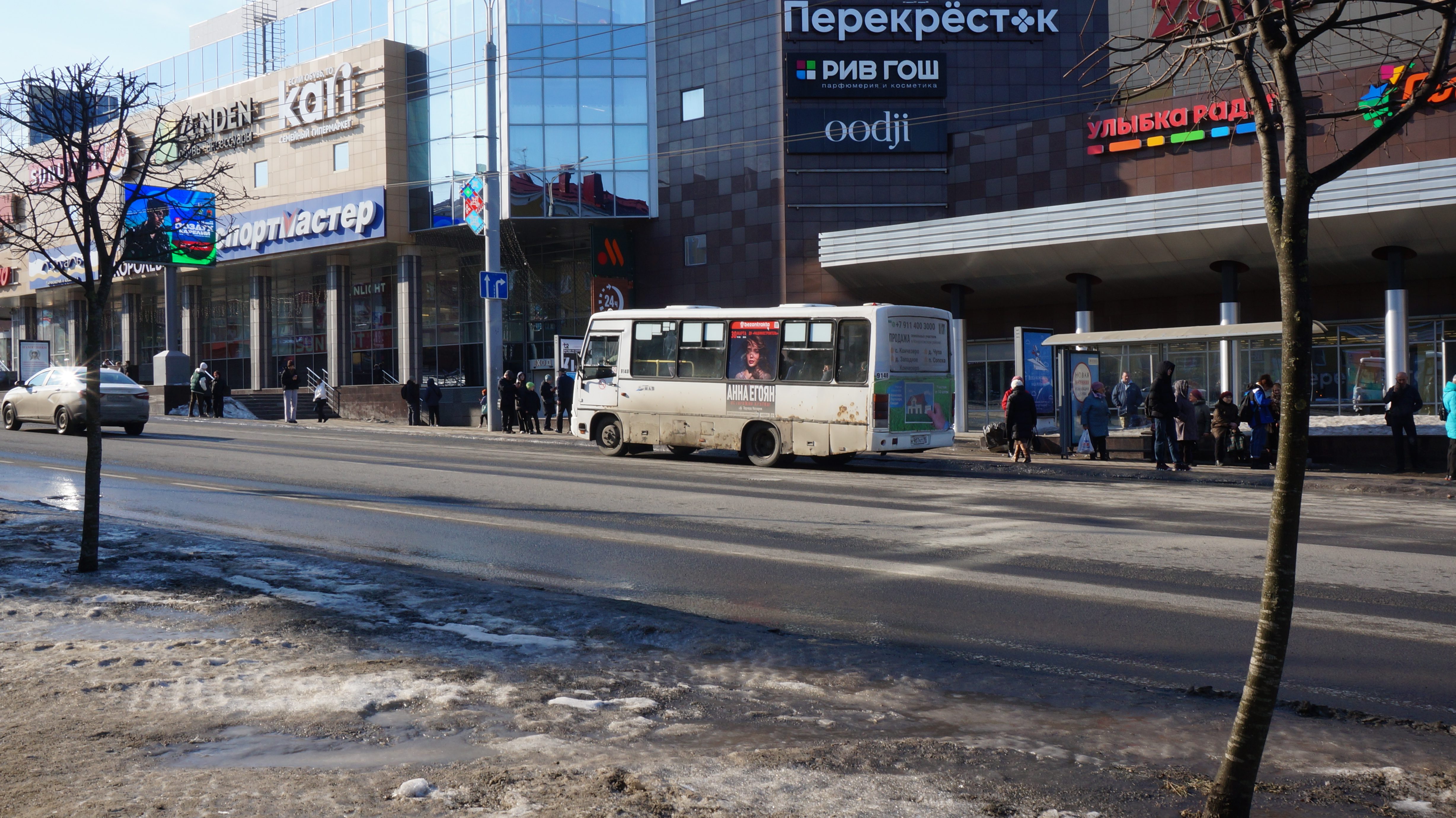
Автобус маршрута № 17 движется в направлении к/ст. «Финский проезд» по проспекту Ленина.

  - ООО «Миракс авто» (2013—2013), работало на маршрутах № 2, № 5, № 8, № 10, № 12;
  - ООО «Инлайн» (2015—2017);
  - ООО «Транс-Балт» (2023—2024), работало на маршрутах № 5, № 14, № 29;
- Петрозаводский таксопарк (1955—1992);
- ООО «Автобаза „Турист“» (1982—2001);
- ООО «Автор» (2001—2008);
- ООО «Барс»;
- ООО ТК «Магистраль» (2003—2013);
- ООО «Фирма Перекресток» (2008—2015);
- ООО «Техно-Ресурс» (2005—2012);
- ИП Анкудинов Дмитрий Вениаминович (2001—2008);
- ИП Бойко Борис Сергеевич (1996—2014);
- ИП Васильев Александр Борисович (2007—2011);
- ИП Гершеев Андрей Сергеевич (1999—2015);
- ИП Голик Андрей Михайлович (1996—2006);
- ИП Григорьев Александр Николаевич;
- ИП Кисляков Михаил Анатольевич (1998—2014);
- ИП Кугаколов Юрий Владимирович (2012—2012);
- ИП Левская Ирина Олеговна (2001—2012);
- ИП Марков Олег Васильевич;
- ИП Немыкин Михаил Сергеевич (2000—2012);
- ИП Романова Ирина Ивановна (1999—2012);
- ИП Саввин Виктор Павлович;
- ИП Сливченко Евгений Афанасьевич (199х — 2011);
- ИП Торжаков Михаил Васильевич (2007—2015);
- ИП Фириян Георгий Ашотович (2012—2015);
- ИП Храпенков Станислав Валерьевич (2012—2015);
- ИП Хамин Александр Анатольевич (2005—2016).

### Маршрутная сеть

#### Городские маршруты

##### Действующие маршруты

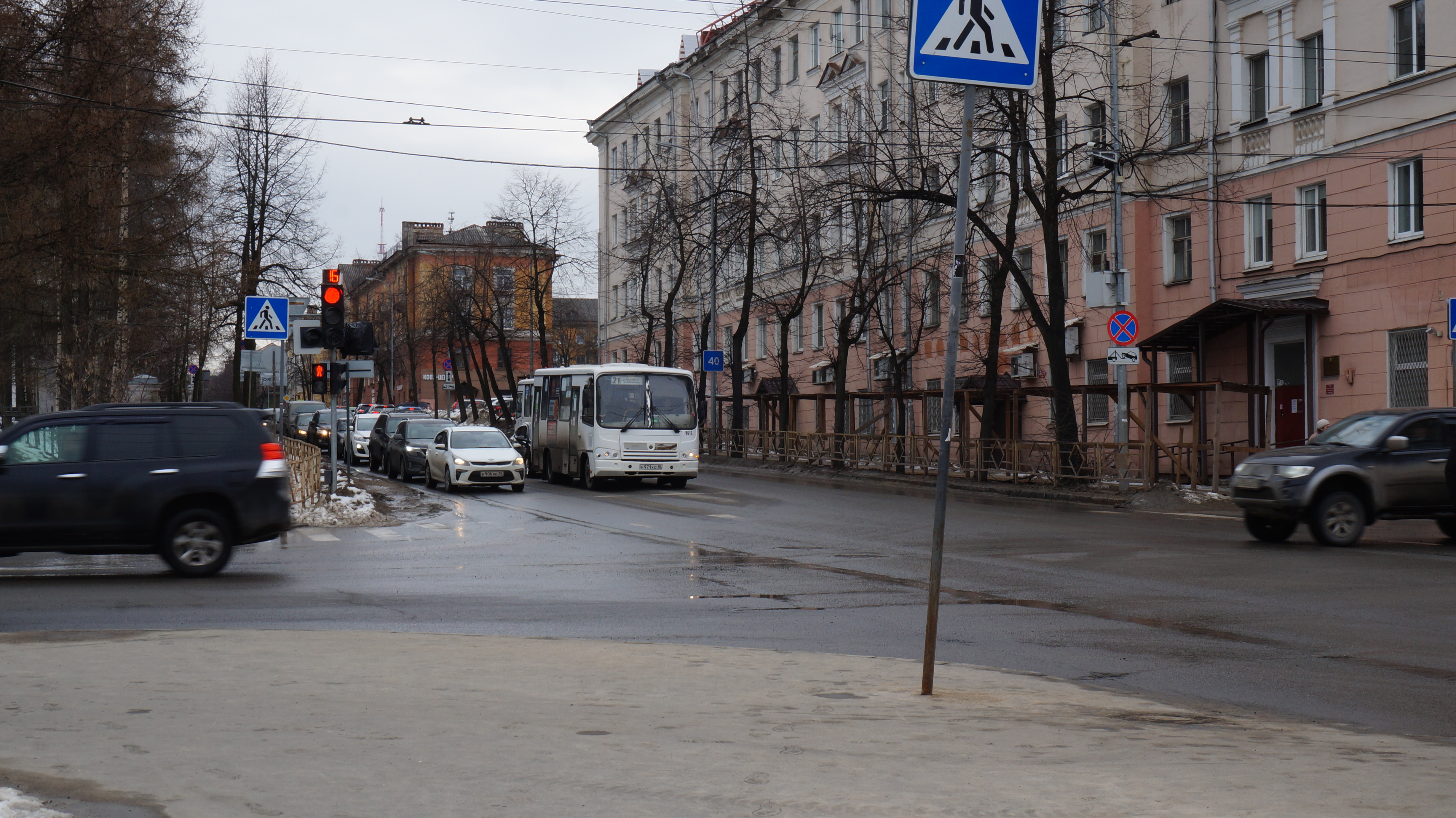
Автобус маршрута № 21 ООО «Транспортная компания» следует по маршруту в районе пересечения ул. Гоголя и ул. Антикайнена.

На момент 16 августа 2025 года в Петрозаводске действуют 22 автобусных маршрута:
- № 2 «Сулажгорская улица — Кемская улица»[102];
- № 3 «Сулажгорская улица — улица Корабелов»[103];
- № 4 «Рабочая улица — Финский проезд»[104];
- № 5 «Сулажгорская улица — Птицефабрика»[105];
- № 8 «Рабочая улица — ЖК Бульвар у родников»[106];
- № 9 «Сулажгорская улица — Кемская улица»[107];
- № 10 «Университетский городок — Кемская улица»[108];
- № 12 «Финский проезд — ЖК Бульвар у родников»[109];

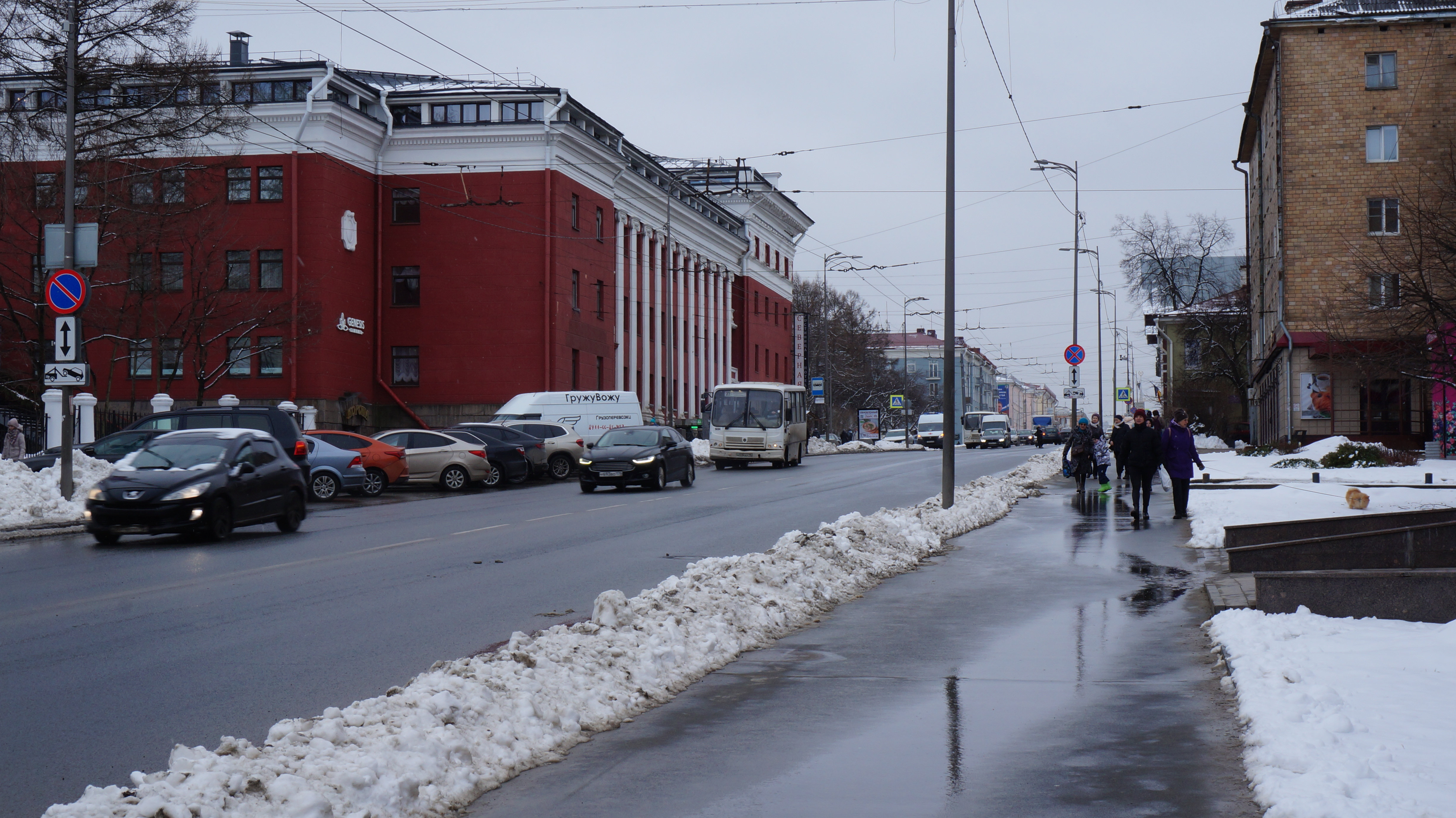
Автобус маршрута № 22 ООО «Транспортная компания» следует по маршруту в районе гостиницы «Северная» на проспекте Ленина

- № 14 «Рабочая улица — Финский проезд»[110];
- № 16 «Сулажгорская улица — улица Корабелов», открыт 15 июля 2025 года[111];
- № 17 «Финский проезд — ЖК Бульвар у родников»[112], открыт в 1999 года[36];
- № 18 «Рабочая улица — Птицефабрика»[113], открыт 15 августа 2025 года;
- № 19 «Финский проезд — ЗАО „Петрозаводскмаш“»[114], открыт 24 июля 2000 года[36];
- № 21 «Балтийская улица — Балтийская улица»[115], открыт 1 августа 2000 года[37];
- № 22 «Балтийская улица — Балтийская улица»[116], открыт 20 декабря 2000 года[37];
- № 23 «Финский проезд — Бараний берег», сезонный[111][117][118];
- № 25 «ТИЗ Усадьба — ДСК»[119], открыт в мае 2001 года[37];
- № 26 «Финский проезд — Кемская улица»[120];
- № 27 «Рабочая улица — Чистая улица»[121];
- № 28 «Рабочая улица — Финский проезд»[122], открыт 1 ноября 2024 года;
- № 30 «Томицы — Лыжная улица»[123], открыт 1 августа 2024 года;
- № 31 «Садовый центр — Лыжная улица»[124][94], открыт 1 марта 2025 года[125];
- «Зимник»: «Железнодорожный вокзал — Зимник», открыт 1 июля 2023 года, сезонный.[126]

##### Приостановленные маршруты
На 12 февраля 2025 года в Петрозаводске приостановлено два маршрута автобуса:
- № 1 «Финский проезд — Кемская улица», обслуживался ООО «Транспортная компания», приостановлен с 30 ноября 2020 года[127];
- № 15 «Сулажгора — Республиканская больница — Сулажгора», обслуживался ООО «Авто сити»[128], приостановлен с 30 ноября 2020 года[127].

Также, присутствуют два маршрута, которые официально не приостановлены, однако движение по ним не осуществляется:
- № 20 «Чистая улица — Площадь Кирова — Чистая улица», обслуживался ООО ТК «Паллада», не работает примерно с 2020 года;
- № 29 «Томицы — Железнодорожный вокзал», обслуживался ООО «АТП № 4 „Тосноавто“», не работает примерно с августа 2024 года.

##### Планируемые маршруты

###### Актуальные маршруты
На момент 20 июня 2025 года в Петрозаводске планируется к запуску 2 автобусных маршрута:
- № 16: новый маршрут соединит Ключевую и Сулажгору. Движение будет открыто в июле 2025 года[96].
- № 18: новый маршрут соединит Соломенное и Птицефабрику. Движение будет открыто в июле 2025 года[96].

###### Неактуальные маршруты
Список запланированных, но так и не реализованных маршрутов (по программе 2002 г.):
- № 30 «Сулажгора — Площадь Гагарина — Ужесельга»;
- № 31 «Сулажгора — Улица Калинина — Птицефабрика»;
- № 32 «Сулажгора — Улица Чапаева — Проспект Александра Невского — Первомайский проспект — Сулажгора» (кольцевой);
- № 33 «Сулажгора — Проспект Александра Невского — Сулажгора» (кольцевой, обратный маршруту № 32);
- № 34 «Сулажгора — Ленинградская улица — Сулажгора» (кольцевой);
- № 35 «Сулажгора — Ленинградская улица — Сулажгора» (кольцевой, обратный маршруту № 34);
- № 40 «Улица Хейкконена — Площадь Гагарина — Улица Хейкконена» (кольцевой);
- № 41 «Улица Хейкконена — Площадь Гагарина — Улица Хейкконена» (кольцевой, обратный маршруту № 40);
- № 42 «Улица Хейкконена — Кемская улица» (полный дублёр приостановленного маршрута № 1);
- № 43 «Улица Хейкконена — Станкостроительный завод»;
- № 44 «Улица Хейкконена — Товарная станция — Лыжная улица — Улица Хейкконена» (кольцевой);
- № 45 «Улица Хейкконена — Лыжная улица — Товарная станция — Улица Хейкконена» (кольцевой, обратный маршруту № 44);
- № 46 «Улица Хейкконена — Улица Мелентьевой — Улица Хейкконена» (кольцевой);
- № 47 «Улица Хейкконена — Улица Мелентьевой — Улица Хейкконена» (кольцевой, обратный маршруту № 46);
- № 48 «Улица Хейкконена — ЮПЗ»;
- № 50 «Лыжная улица — Школа № 20»;
- № 51 «Лыжная улица — Станкостроительный завод»;
- № 52 «Лыжная улица — ДСК (Пески)»;
- № 60 «Балтийская улица — Товарная станция»;
- № 61 «Балтийская улица— ДСК — Балтийская улица» (кольцевой);
- № 62 «Балтийская улица— ДСК — Балтийская улица» (кольцевой, обратный маршруту № 61);
- № 70 «Кемская улица — Школа № 20»;
- № 71 «Кемская улица — ДСК — Кемская улица» (кольцевой);
- № 72 «Кемская улица — ДСК — Кемская улица» (кольцевой, обратный маршруту № 71);
- № 80 «Гвардейская улица — Товарная станция»;
- № 81 «Гвардейская улица — Улица Мелентьевой — Гвардейская улица» (кольцевой);
- № 82 «Гвардейская улица — Улица Мелентьевой — Гвардейская улица» (кольцевой, обратный маршруту № 81).

##### Закрытые маршруты
На момент 15 февраля 2025 года в Петрозаводске насчитывается 7 закрытых маршрутов (по новой нумерации):
- № 6 «Улица Попова — Рабочая улица»;
- № 7 «Улица Попова — Рабочая улица» (был перенумерован в № 27);
- № 11 «Улица Попова — Кемская улица», закрыт 12 августа 2013 года[52];
- № 13 «Гвардейская улица — Проспект Ленина — Гвардейская улица» (кольцевой);
- № 16 «ТИЗ „Усадьбы“ — Вытегорское шоссе»;
- № 18 «Площадь Гагарина — Сайнаволок»;
- № 24 «Улица Хейкконена — Улица Хейкконена» (кольцевой), закрыт 12 августа 2013 года[52];
- № 43 «Улица Попова — Сулажгора»;
- № 74 «Улица Попова — Заводская улица» (заменен на троллейбусный маршрут № 8);
- № 74-А «Улица Попова — Сулажгора», обслуживался ООО «ПАП»[129];
- № 77 «Улица Попова — Заводская улица»[130].

#### Пригородные маршруты

###### Действующие маршруты

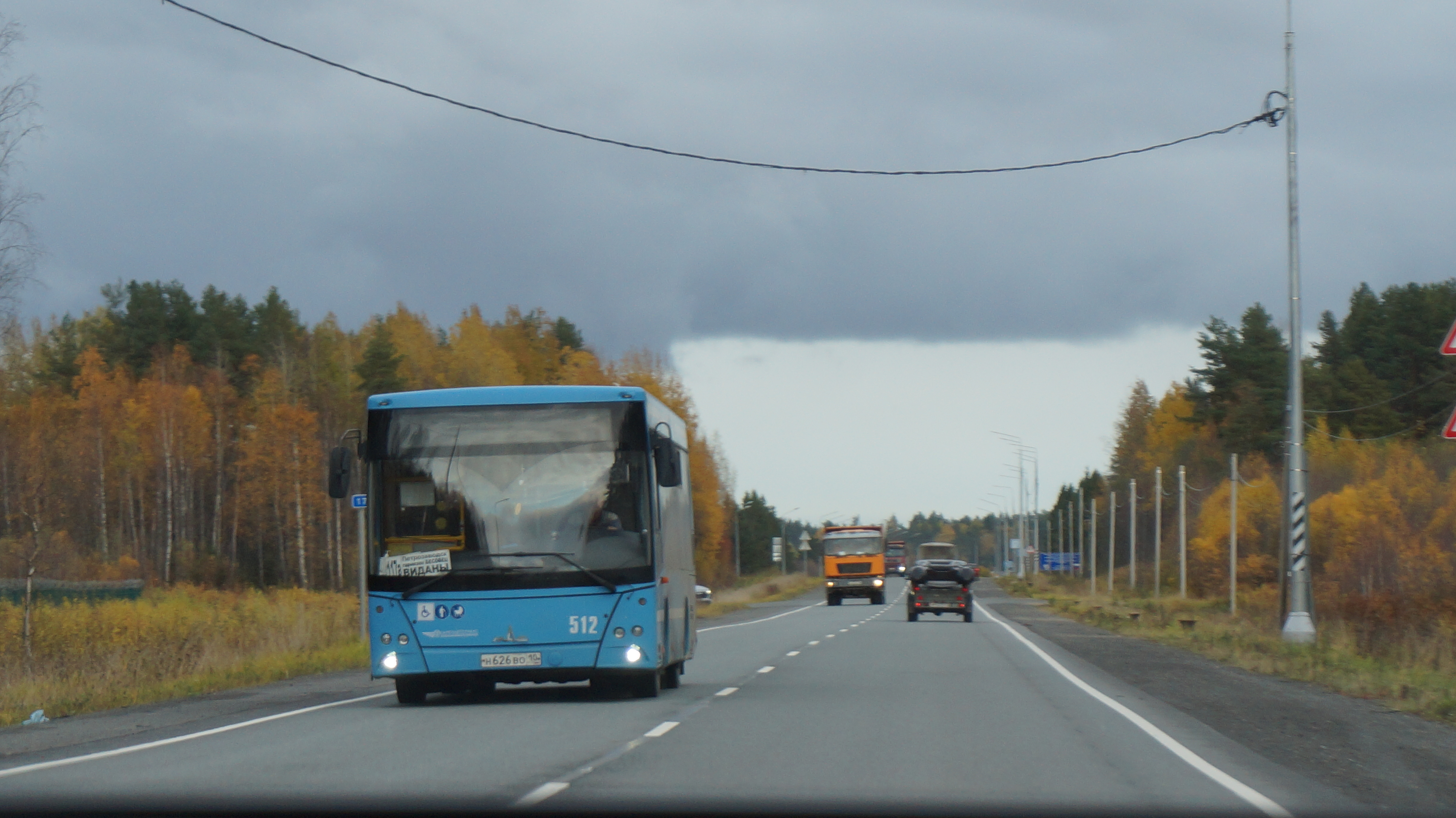
Автобус ГУП РК «Карелавтотранс-Сервис» следует по маршруту № 117А в направлении Видан в районе Бесовца

В настоящее время действует 44 пригородных маршрутов:
- № 100 «Петрозаводск — Гарнизон „Бесовец“»[131];
- № 101 «Петрозаводск — Лехнаволок»[132];
- № 102 «Петрозаводск — Гарнизон „Бесовец“»[133];
- № 103 «Петрозаводск — Чална»[134];
- № 104 «Петрозаводск — Падозеро», летний[135];
- № 104А «Петрозаводск — Падозеро», летний[135];
- № 105 «Петрозаводск — 28-километр», летний[135];
- № 106А «Петрозаводск — Кутижма», летний[135];
- № 107 «Петрозаводск — Уя»[135];
- № 108 «Петрозаводск — Машезеро», летний[135];
- № 109 «Петрозаводск — Шапшезеро», летний[135];
- № 111 «Петрозаводск — Пиньгуба»[136];
- № 112 «Петрозаводск — Верховье»[137];
- № 113 «Петрозаводск — Машезеро»[138];
- № 114 «Петрозаводск — Сосновый бор»[135];
- № 115 «Петрозаводск — Развилка на Машезеро»[138];
- № 116 «Петрозаводск — Матросы»[139];
- № 117 «Петрозаводск — Виданы»[140];
- № 117А «Петрозаводск — Виданы»[141];
- № 117Б «Петрозаводск — Виданы»[142];
- № 118 «Петрозаводск — 33-километр»[143];
- № 120 «Петрозаводск — Шуйская»[144];
- № 120Н «Петрозаводск — Шуйская»[145];
- № 120В «Петрозаводск — Шуйская»[146];
- № 121 «Петрозаводск — Деревянка»[147];
- № 122 «Петрозаводск — Вилга»[148];
- № 122К «Петрозаводск — Кладбище „Вилга“»[149];
- № 123 «Петрозаводск — Святозеро»[150];
- № 124 «Петрозаводск — Суйсарь»[151];
- № 125 «Петрозаводск — ММС»[152];
- № 127 «Петрозаводск — Орзега», летний[135];
- № 128 «Петрозаводск — Кончезеро»[153];
- № 129 «Петрозаводск — Лучевое-1»[154];
- № 130 «Петрозаводск — Лучевое-2»[155];
- № 131 «Петрозаводск — Кондопога», летний[135];
- № 132 «Петрозаводск — Кондопога»[156];
- № 132э «Петрозаводск — Кондопога»[157];
- № 133э «Петрозаводск — Кондопога»[158];
- № 134 «Петрозаводск — 13-километр», летний[135];
- № 135 «Петрозаводск — Киндасово», летний[135];
- № 136 «Петрозаводск — Порожки», летний[135];
- № 137 «Петрозаводск — Шуя — Петрозаводск» (кольцевой)[159];
- № 138 «Петрозаводск — Спасская губа»[160];
- № 139 «Петрозаводск — Сяпся»[135];

### Стоимость проезда

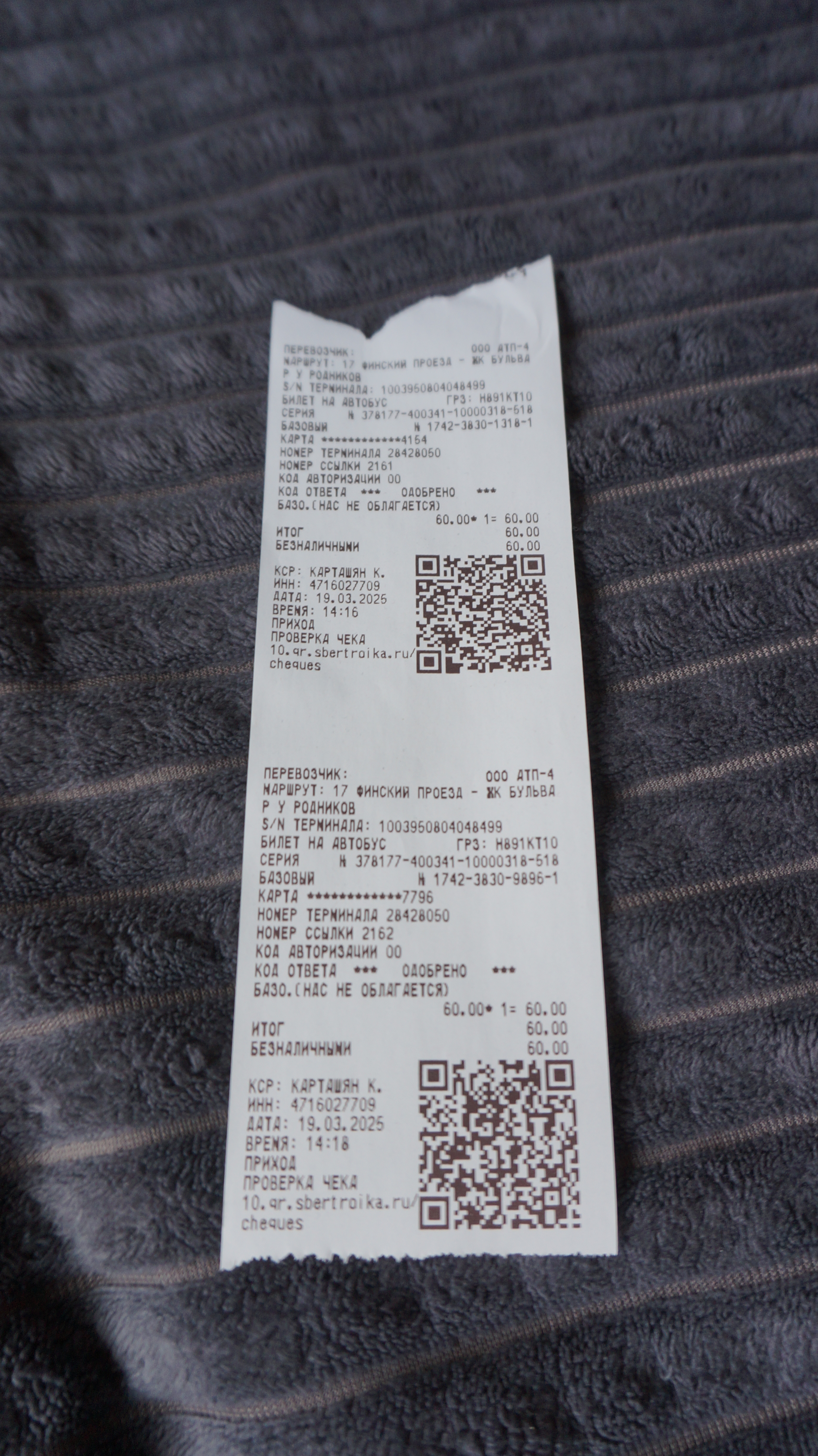
Разовый билет маршрута № 17 ООО «АТП № 4 „Тосноавто“».

На маршрутах № 4, № 14, № 17, № 27 (с 1 января 2025 года); № 2, № 5, № 8, № 10, № 12, № 19, № 21, № 22 (с 13 января 2025) стоимость проезда составляет 60 рублей.
На маршрутах № 3 (с 10 июня 2024), № 9 (с 14 октября 2024), № 25, № 26 (с 1 февраля 2025), № 28, № 30, № 31 стоимость проезда составляет 50 рублей.
При этом, в некоторых автобусах маршрутов № 2, № 4, № 5, № 8, № 10, № 12, № 14, № 17, № 19, № 21, № 22, № 27 возможно получение скидки за оплату проезда наличными, при этом стоимость билета составит 50 рублей.